# Nijeberkoop
Nijeberkoop est un village situé dans la commune néerlandaise d'Ooststellingwerf, dans la province de la Frise. Le 1er janvier 2008, le village comptait 283 habitants.